# Canterburyi Lőrinc
 Canterburyi Szent Lőrinc (? – 619. február 2.) Canterbury második érseke volt. Az Itáliából Angliába küldött gregoriánus misszió egyik tagjaként érkezett a szigetre, hogy az angolszászokat keresztény hitre térítse. Érkezésének dátuma kérdéses. Elődje, Canterburyi Szent Ágoston iktatta be utódjául, hogy még saját életében biztosítsa a cím szakadatlan betöltését. Sikertelenül próbálta meg a már ott lévő brit püspökökkel az ellentéteket rendezni. Lőrinc küldetése I. Æthelberht kenti király halálát követően válságba került, mert a király utódja betiltotta a kereszténységet. Canterburyi Szent Lőrinc térítő tevékenységének köszönhető, hogy ismét keresztény hitre tért az uralkodó. Lőrincet halála után, 619-ben szentté avatták.

## Fiatalkora
Thanetbe Szent Ágostonnal együtt 597-ben egy gregoriánus misszió keretében érkezett, melyet 595-ben indítottak Rómából Kentbe, hogy megtérítsék az itt élőket. Más források értesülései szerint csak 601-ben érkezett meg, és nem volt az első misszionáriuscsoport tagja. A szigetre érkezése előtt Rómában egy kolostorban szerzetes volt, de életének erről a szakaszáról több információ nem maradt fenn. Beda Venerabilis középkori krónikás szerzetes szerint, akit fő műve a Historia ecclesiastica gentis Anglorum („Az angol nép egyházi története”) nyomán „az angol történetírás atyjának” neveznek, Lőrincet Ágoston visszaküldte II. Szent Gergely pápához, hogy beszámoljon a kenti király, I. Æthelberht sikeres áttérítéséről, és hogy elvigyen egy levelet, amely a pápához intézett kérdéseket tartalmazott. Canterburyi Péterrel, egy másik szerzetessel közösen 598 júliusa után mentek el, és 601 júniusában tértek haza. Visszafelé magával hozta a pápának Ágoston kérdéseire adott válaszait, ami egy olyan irat, amelyet Beda Libellus responsionum néven később megjelentetett. Lőrinc azonos lehet azzal a Lőrinccel, akit Gergely Berta kenti királynénak írt levelében említ. Ebben a levélben Gergely megköszöni, hogy Berta segített férje megkeresztelkedésében, s megírta, hogy a részleteket Lőrinc apáttól ismeri. Ismert, hogy Lőrinc Mellitusszal és másokkal együtt tért vissza Angliába a 601 nyarán partot ért második misszió tagjaként, de arra nincs utalás, hogy Péter is velük lett volna.

## Érsekként

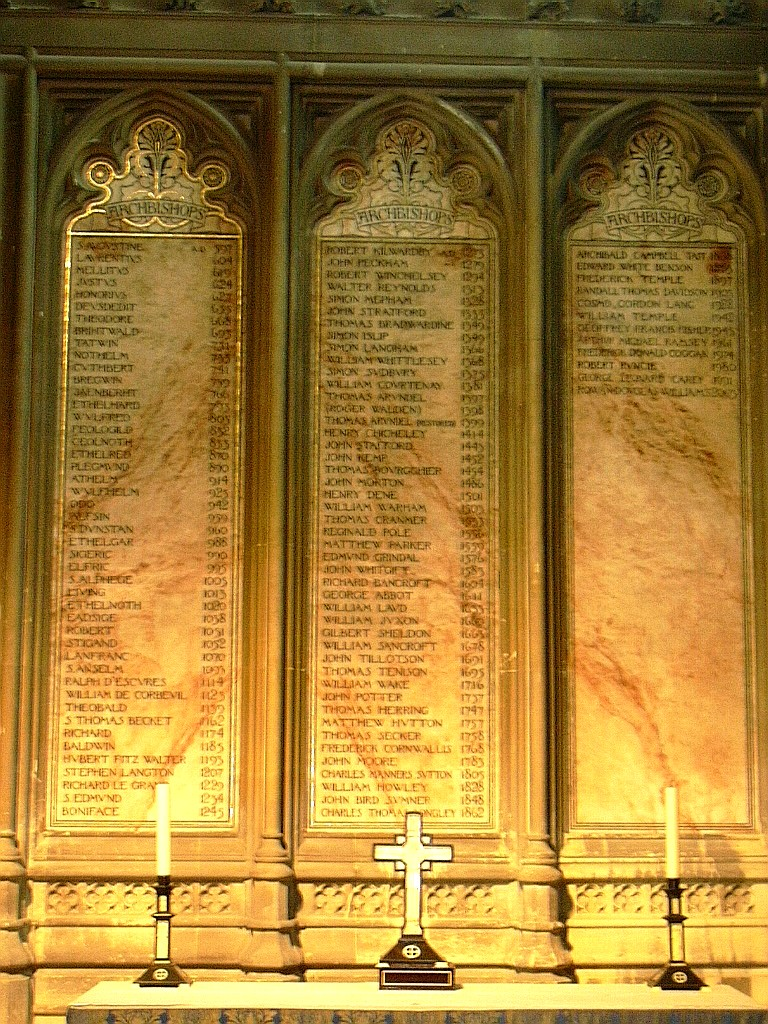
A canterburyi érsekek listája a canterburyi katedrálisban; a bal oldali oszlopban a második Lőrinc

Ágostont 604-ben ő követte a canterburyi érsekség élén, mely tisztet egészen haláláig, 619. február 2-áig be is töltött. Az öröklés biztosítása érdekében Ágoston már életében felszentelte utódjának Lőrincet. Erre az egyházjog azonban nem biztosított lehetőséget. Mindezt mégis azért tette, mert attól félt, hogy ha halála után a poszt akármilyen rövid időre is megüresedik, nehéz lesz a kereszténységet tovább terjeszteni Nagy-Britanniában. Lőrinc soha nem kapott Rómából püspöki süveget, ezért úgy lehet tekinteni, hogy a pápa soha nem ismerte el hivatalosan posztján. Beda összehasonlította Lőrinc beiktatását Kelemenével, amire még Szent Péter életében sor került. J. Robert Wright teológus álláspontja szerint Beda így próbálta meg kritizálni napjainak egyházi gyakorlatát.
610-ben Lőrinc levelet kapott IV. Bonifáctól, melyben érseknek, Ágoston utódjának nevezi a címzettet. Ebben a levélben arra válaszol a pápa, hogy Lőrinc Melítiuszt elküldte Rómába, hogy az Angol Egyházat érintő gondok tárgyában tanácsot kérjen a pápától. Ottléte alatt Melítiusz részt vett egy zsinaton, s Lőrinchez már a zsinati határozattal tért vissza.
Lőrinc volt az, aki 613-ban felszentelte azt a templomot, melyet Ágoston építtetett Canterburyben, s melyet Szent Péternek és Szent Pálnak ajánlottak, majd ezt később újraszentelték Canterburyi Szent Ágoston tiszteletére. Lőrinc levelet írt a skótok és a brittonok területén tevékenykedő püspököknek, hogy elérje, mihamarabb ők is a Róma által meghatározott napon ünnepeljék a húsvétot, és ne az ő hagyományos időpontjukban. Ez a levél a húsvéti ellentmondások harmadik állomásához tartozik. A levél Beda Historia ecclesiastica gentis Anglorum címmel megjelent történetei között maradt ránk. Lőrinc 609-ben azt állította, hogy a két egyház vitája miatt Dagan, a kelták egyik püspöke nem eszik vele együtt, és nem alszanak egy fedél alatt. Máskor Lőrinc a következőket írja: „a világ végén élő kis számú kelta nem állíthatja azt, hogy többet tudnak, mint a kereszténység összes egyháza együttvéve.”

## Pogány válaszok
Lőrinc hivatali ideje alatt, 616-ban halt meg Ethelbert, s a trónt fia, Eadbald örökölte, aki visszatért a régi valláshoz. Ennek következtében több misszionáriusnak vissza kellett hajóznia Galliába. Köztük volt London érseke, Meletius és Rochester érseke, Jusztusz is. Azonban Lőrinc Britanniában maradt, és sikeresen megtérítette Eadbadot. Egy monda szerint már azon volt, hogy feladja addigi terveit, mikor egy álmában vagy látomásában megjelent Péter apostol, és megfenyítette, valamint ostorral megverte emiatt. Az ostorütések nyomai megmaradtak rajta, s ezek látványa késztette Eadbaldet az áttérésre. Beda azt állítja, nem ez volt Lőrinc kitartásának igazi indoka, hanem az, hogy számos pogány vezér meghalt az akkoriban egymás közt vívott csatákban. A kereszténység történelmével foglalkozó egyik történész, Benedicta Ward szerint Beda az ostorcsapások történetével azt akarja leírni, hogy az emberek kínjai azokra a kínokra emlékeztetnek, amelyeket Krisztus vállalt az emberiségért, és hogy a példa hogyan hatott a megtérésre. Wright érvelése szerint egy másik, Beda által érintett terület Szent Péter közbenjárása, melynek következtében a misszió tovább folytatódott. David Farmer az Oxford Dictionary of Saints-ben azt írja, hogy az ostorozásos történet a Quo vadis történetének és Jeromos levele egyes részleteinek vegyítése.
Napjainkban a történészek politikai színezetet vélnek felfedezni a pogány reakciókban. D. P. Kirby történész Eadbald cselekvéseit édesapja frankbarát politikájának elutasításának tekinti. Alcuin, egy késő középkori író azt írta, hogy Lőrincet az apostoli hivatalok cenzúrázták. Ez I. Adeodatus pápának arra a levelére utalhat, melyben Lőrincet arra szólítja fel, hogy maradjon Kent határain belül. Kirby azt állítja, hogy Jusztusz, és nem Lőrinc térítette meg Eadbaldot, s Jusztusz emiatt lett 624 körül püspök. Azonban nem minden történész fogadja el ezt a magyarázatot. Nicholas Brooks azt állítja, a király Lőrinc érsekségi ideje alatt változtatta meg hitét. Ez kevesebb mint egy évvel azt követően történt, hogy apja után ő ült a trónra. Barbara Yorke szerint Kentnek Ethelberht halálát követően két társuralkodója volt Eadbald és Ethelwald. Eadbaldot Lőrinc, Ethelwaldot pedig Rochesterbe való visszatérését követően pedig Jusztusz térítette meg. A pogány reakcióban még fontos szempont volt az, hogy Lőrinc kifogásolta Eadbald és apja özvegyének a házasságát. Az ilyen cselekedeteket az egyház törvénytelennek tekintette.
Minden, az egyház hatalmát Kenten kívülre kiterjeszteni szándékozó erőfeszítés nehézségekbe ütközött, mivel Ethelbert halálát követően a déli területek ura Rædwald, Kelet-Anglia királya lett. Rædwald, talán Ethelbert sürgetésére már Ethelbert halála előtt áttért, azonban királysága ezt nem tette meg, s megkeresztelkedésének csak annyi hatása lett, hogy pogány templomában egy keresztény oltárt építtetett. Emiatt Meletiusznak nem nyílt arra lehetősége, hogy püspökként Londonba visszatérjen, Jusztusz azonban folytathatta Rochesterben megkezdett tevékenységét.

## Halála és elismerése
Lőrinc 619. február 2-án halt meg, s ezt követően a Szent Péter apátságban, mai nevén a Canterburyi Szent Ágoston-apátságban temették el. 1091-ben ereklyéit, maradványait átszállították Szent Ágoston új templomába. Később szentté avatták, emléknapja február 3. lett. Goscelin, Beda írásai alapján elkészítette a szentté avatásának történetét. Sírját 1915-ben felnyitották. Halála után emléknapja mellett a szentté avatásának napján, szeptember 22-én is ünneplik. Lőrinc ideje arról maradt emlékezetes, hogy nem sikerült a keltákkal megegyeznie, s arról, hogy Ethelbert halálát követően Eadbaldot sikerült visszatérítenie, újra megkeresztelnie. Őt az érseki pozícióban Mellitusz, London addigi püspöke követte.

## Fordítás
- Ez a szócikk részben vagy egészben  a   Laurence of Canterbury című angol Wikipédia-szócikk ezen változatának fordításán alapul.  Az eredeti cikk szerkesztőit annak laptörténete sorolja fel. Ez a jelzés csupán a megfogalmazás eredetét és a szerzői jogokat jelzi, nem szolgál a cikkben szereplő információk forrásmegjelöléseként.